# (175238) Nguyenhien
(175238) Nguyenhien est un astéroïde de la ceinture principale.

## Description
(175238) Nguyenhien est un astéroïde de la ceinture principale. Il fut découvert le 12 avril 2005 à Kitt Peak par Marc William Buie. Il présente une orbite caractérisée par un demi-grand axe de 2,43 UA, une excentricité de 0,18 et une inclinaison de 1,7° par rapport à l'écliptique.